# Așraf Ghani Ahmadzai
Mohammad Așraf Ghani Ahmadzai (în limbile pashto și dari: محمد اشرف غني احمدزی; n. 19 mai 1949, provincia Logar, Regatul Afganistanului) este un politician, economist și antropolog afgan, de origine paștună, care  a servit ca președinte al Republicii Islamice Afganistan între septembrie 2014 și 15 august 2021, când capitala țării a fost recucerită de forțele islamiste ale Talibanilor.
El a fost ales prima oară la 20 septembrie 2014 și a fost reales la alegerile prezidentiale din 28 septembrie 2019. A fost după aceea declarat învingător în februarie 2020, după un proces prelungit de negocieri și a depus jurământul pentru a doua cadență la 9 martie 2020. De formație antropolog, Așraf Ghani a fost în trecut ministru de finanțe (iulie 2002-decembrie 2004)  și președinte al Universității Kabul (2004-2005). Înainte de revenirea in patrie, Ghani a fost profesor de antropologie la mai multe instituții academice, între care Universitatea Johns Hopkins, iar între anii 1991-2002 a lucrat la Banca mondială,
În anul 2005 Așraf Ghani a fost unul din cei doi fondatori ai Institutului de optimizare guvernamentală, organizație non-guvernamentală având sediul la Washington D.C. si destinat de a îmbunătăți capacitățile statelor de a-și sluji cetățenii. A fost membru în comisia pentru potențializare judiciară a celor loviți de pauperitate, un proiect independent, aflat sub auspiciile  programului de dezvoltare al Națiunilor Unite.
În anii 2010-2013 Așraf Ghani a fost inclus pe lista intelectualilor de frunte din lume, după sondajul revistelor „Foreign Policy” și „Prospect”. 
Așraf Ghani a jucat un rol cheie in alcatuirea guvernământului afgan după căderea regimului Talibanilor în primul deceniu al secolului al XX-lea. A fost consilier al O.N.U. cu rol in redactarea acordului de la Bonn, clasându-se pe locul al patrulea la numărul voturilor, după Hamid Karzai, Abdullah Abdullah și Ramzan Bașardost. În anii 2002-2004 ca ministru de finanțe a condus eforturi de recuperare economica a Afganistanului după prăbușirea regimului taliban. La runda întâi a alegerilor prezidențiale din 5 aprilie 2014 Ghani a fost candidat independent și a obținut 31,5% din voturi. La runda a doua din 14 iunie 2014 a primit 55,27% din voturi, cu circa un milion de voturi mai mult decât rivalul sau, Abdullah Abdullah (44,7%). Rezultatele alegerilor au fost ratificate la 17 iulie 2014 de comisia  electorală independentă. După o aprigă dispută, și după intervenția diplomatică a Statelor Unite, la 20 septembrie 2020, Ghani și Abdullah au ajuns la un acord de împărțire a puterii. Abdullah Abdullah a fost numit prim ministru al unui cabinet de unitate națională.
Ghani a fost reales presedinte în 2019 și reinstalat ca președinte în martie 2020, după lungi divergențe cu contracandidatul său Abdullah Abdullah.
La 15 august 2021 în urma retragerii trupelor americane din Afghanistan, a lansării ofensivei Talibanilor și a reintrării lor în Kabul, Ghani a fost nevoit să părăsească palatul prezidențial din Kabul, refugiindu-se, mai întâi la ambasada Statelor Unite și de acolo în Uzbekistan.

## Biografie

### Copilăria și tinerețea
Așraf Ghani s-a născut în anul 1949 în provincia Lugar din Afganistan , la sud de Kabul. El aparține tribului Ahmadzai, unul din triburile nomade Kochi, din confederația triburilor paștune Giliji sau Gilzai, de confesiune musulmană sunită. Din tribul Ahamadzai făcea parte și fostul președinte prosovietic al Afganistanului, 
Mohammad  Najibullah. Ghani a făcut școala elementară, și apoi a studiat la liceul de elită Habibieh din Kabul. A continuat apoi studii liceale până în 1967 la Școala Lake Oswego din statul Oregon în Statele Unite.
Parcursul său academic a inclus mai întâi studii de drept, dar a preferat să le părăsească pentru studii de antropologie socială și culturală. Așraf Ghani a studiat mai întâi la Universitatea Americană din Beirut, unde a terminat licența în anul 1973. Acolo a cunoscut-o pe viitoarea lui soție, Rula Saadeh, libaneză de religie creștină.

### Continuarea carierei academice
În anii 1973-1977 Așraf Ghani s-a întors în Afganistan pentru a preda antropologia la Universitatea din Kabul. În 1977 a plecat în străinătate pentru a preda o vreme la Universitatea Aarhus din Danemarca, apoi a primi o bursă de studii cu care a studiat pentru masterat și doctorat la Universitatea Columbia din New York. Teza de doctorat în antropologie culturală susținută în 1982 a avut drept subiect  „Producție și guvernare:Afganistanul în 1747-1901”. În 1983 Ghani a predat antropologia și științele politice la Universitatea Berkeley în California și apoi, în 1991-1983 la Universitatea Johns Hopkins. In acea perioada a fost un apreciat comentator politic la emisiunile  pentru Afganistan în limbile pashtu și persană la radio BBC. În activitatea sa de cercetare Ghani s-a interesat mai ales de procesul de întemeiere a statelor si de schimbările sociale.    